# Калтана (Венеција)
Калтана (итал. Caltana) је насеље у Италији у округу Венеција, региону Венето.
Према процени из 2011. у насељу је живело 2838 становника. Насеље се налази на надморској висини од 7 м.